# Quan hệ ngoại giao của Israel

Các quốc gia tô màu xanh dương có quan hệ ngoại giao với Israel

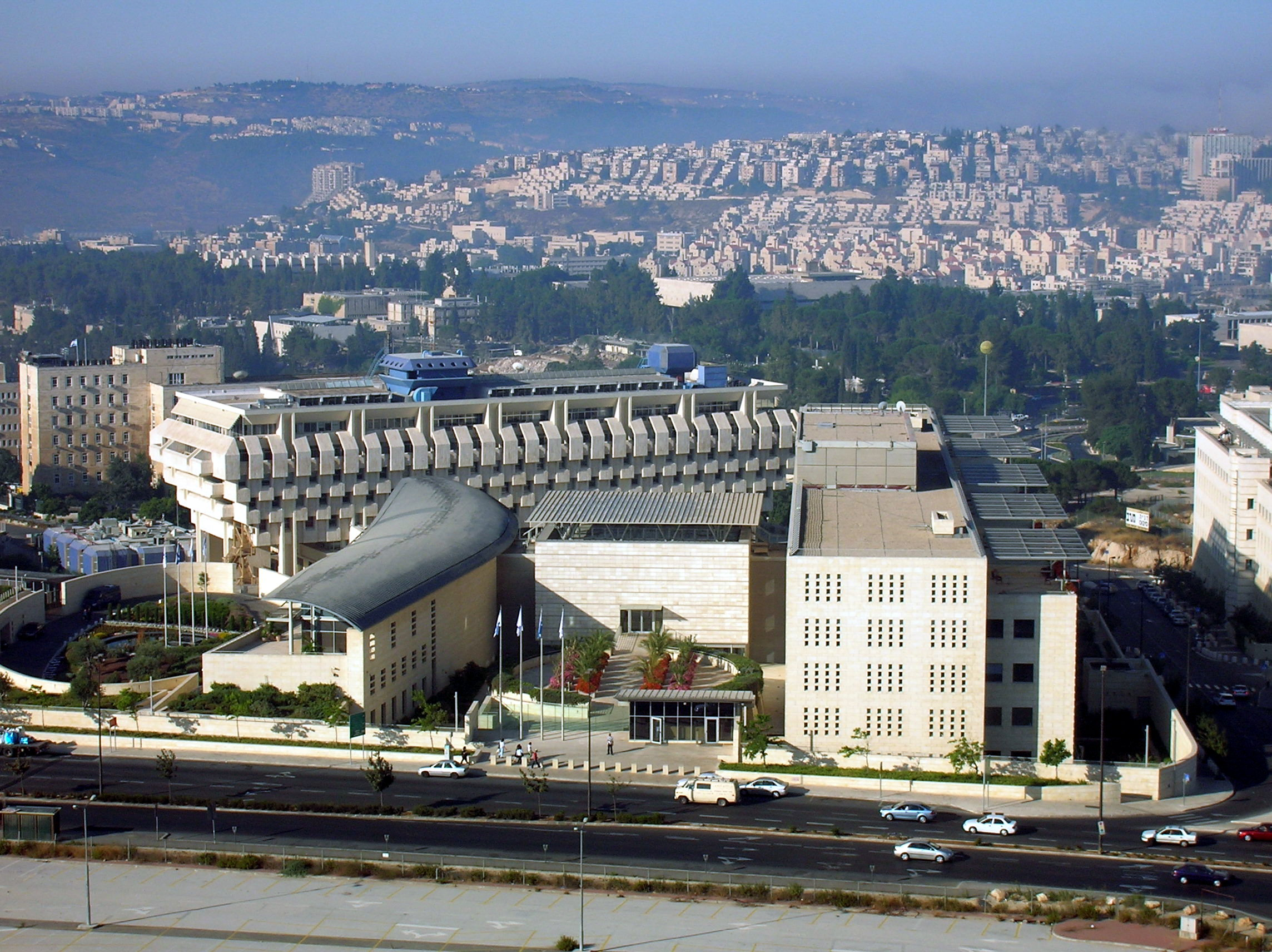
Bộ Ngoại giao Israel ở Jerusalem.

Israel có quan hệ ngoại giao với 165 trong số 193 quốc gia thành viên Liên Hợp Quốc tính đến tháng 12 năm 2020. Israel duy trì quan hệ ngoại giao đầy đủ và biên giới mở với sáu quốc gia Ả Rập là Ai Cập, Jordan, Các Tiểu vương quốc Ả Rập Thống nhất, Bahrain, Sudan và Maroc sau khi ký kết các hiệp ước hòa bình vào năm 1979, 1994, 2020 (ký với UAE, Bahrain, Sudan và Maroc trong cùng năm). Hai mươi tám quốc gia thành viên Liên Hợp Quốc không công nhận Israel. Những quốc gia này bao gồm 15 trong số 22 thành viên của Liên đoàn Ả Rập: Algérie, Comoros, Djibouti, Iraq, Kuwait, Liban, Libya, Mauritanie, Oman, Qatar, Ả Rập Saudi, Somalia, Syria, Tunisia và Yemen. Thêm 10 quốc gia là thành viên của Tổ chức Hợp tác Hồi giáo: Afghanistan, Bangladesh, Brunei, Indonesia, Iran, Malaysia, Maldives, Mali, Niger và Pakistan. Các quốc gia khác không công nhận Israel bao gồm Cuba, CHDCND Triều Tiên, Đài Loan và Venezuela. Israel là thành viên của một số Liên Hợp Quốc và các tổ chức quốc tế khác.
Tình bạn thân thiết với Hoa Kỳ cũng là một vấn đề chính sách đối ngoại của Israel trong nhiều thập kỷ. Từ khi thành lập Nhà nước Israel năm 1948 cho đến Cách mạng Iran và sự sụp đổ của vương triều Pahlavi năm 1979, Israel và Iran đã duy trì mối quan hệ chặt chẽ. Iran là quốc gia đa số Hồi giáo thứ hai công nhận Israel là quốc gia có chủ quyền sau Thổ Nhĩ Kỳ. Vào giữa thế kỷ 20, Israel đã điều hành các chương trình giáo dục và viện trợ nước ngoài rộng lớn ở Châu Phi, cử các chuyên gia về nông nghiệp, quản lý nước và chăm sóc sức khỏe. Trung Quốc là một trong số ít các quốc gia trên thế giới đồng thời duy trì mối quan hệ nồng ấm với cả Israel và thế giới Hồi giáo, và vẫn là một điểm mấu chốt trong chính sách đối ngoại của Israel do ảnh hưởng toàn cầu của nó, tích hợp với quản lý kinh tế thực dụng của Israel, sự ổn định chính trị, cũng như tầm quan trọng chiến lược khu vực của nó ở Trung Đông.
Trong những năm 2000, Bộ Ngoại giao nước này cảnh báo rằng ảnh hưởng ngày càng tăng của EU sẽ cô lập hơn nữa Israel trong các vấn đề toàn cầu. Trước một loạt các rạn nứt ngoại giao với Thổ Nhĩ Kỳ và sự trỗi dậy của Huynh đệ Hồi giáo ở Ai Cập năm 2011, Israel ngày càng có mối quan hệ không thân thiện với các quốc gia này trong vài năm trước khi mọi thứ được cải thiện. Trong cùng khoảng thời gian đó, quan hệ của Israel với nhiều quốc gia ở châu Âu bao gồm Hy Lạp và Síp trong bối cảnh Tam giác năng lượng và ở châu Á, bao gồm cả Trung Quốc và Ấn Độ, đã được tăng cường, chủ yếu dựa trên sự tăng trưởng của nền kinh tế công nghệ cao của Israel. Mối quan hệ của Israel với Ai Cập đã được cải thiện kể từ khi Huynh đệ Hồi giáo bị loại khỏi quyền lực ở nước này, trong khi mối quan hệ với Thổ Nhĩ Kỳ là không đồng đều kể từ năm 2010, nhưng ít ảm đạm hơn thời điểm đó.

## Thành viên trong các tổ chức quốc tế

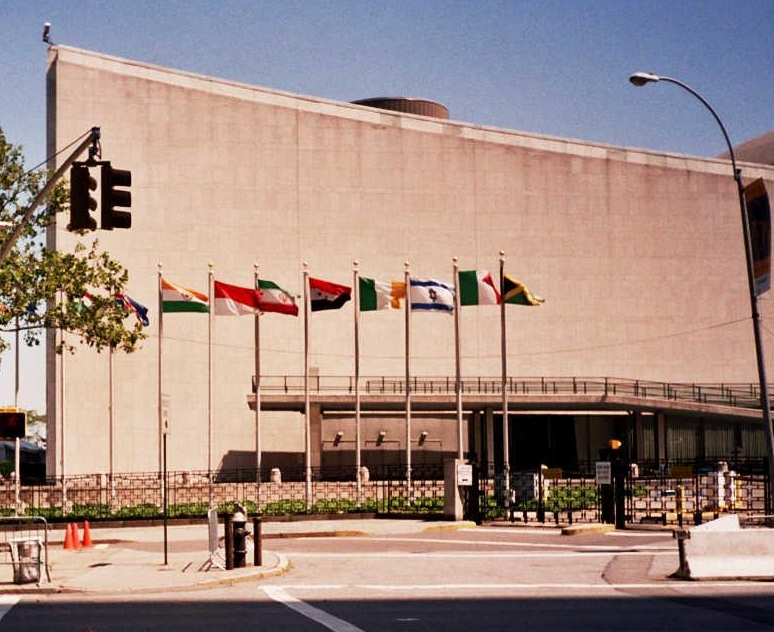
Cờ Israel tại tòa nhà Liên Hợp Quốc ở New York

Tổ chức quốc tế đầu tiên mà chính phủ Israel tham gia là Hội đồng lúa mì quốc tế, được thành lập như một phần của Chương trình Point Four vào đầu năm 1949. Israel là thành viên của Liên Hợp Quốc kể từ ngày 11 tháng 5 năm 1949.
Israel là thành viên của nhiều cơ quan của Liên Hợp Quốc, bao gồm Tổ chức Giáo dục, Khoa học và Văn hóa của Liên hợp quốc (UNESCO), Văn phòng Cao ủy Liên hợp quốc về người tị nạn (UNHCR) và Tổ chức Lương thực và Nông nghiệp (FAO). Israel cũng tham gia vào các tổ chức quốc tế khác như Cơ quan Năng lượng Nguyên tử Quốc tế (IAEA) và Tổ chức Y tế Thế giới (WHO).
Trong UNESCO, Israel là thành viên trong nhiều chương trình và tổ chức quốc tế. Trong lĩnh vực khoa học, Israel là thành viên tích cực của Chương trình Con người và Sinh quyển (MAB), Ủy ban Hải dương học Liên Chính phủ (IOC), Chương trình Thủy văn Quốc tế (IHP), Trung tâm Quốc tế về Synchrotron-Light cho Ứng dụng Khoa học Thực nghiệm trong Trung Đông (SESAME) và Chương trình khoa học địa lý quốc tế (IGCP). Các tổ chức đáng chú ý khác Israel là thành viên tích cực bao gồm phong trào Giáo dục cho mọi người, Trung tâm giáo dục đại học châu Âu (CEPES), Ủy ban di sản thế giới (WHC), Trung tâm quốc tế về nghiên cứu bảo tồn và phục hồi tài sản văn hóa (ICCROM) và Hội đồng Di tích và Trang web Quốc tế (ICOMOS). Các quan hệ này được thực hiện thông qua Ủy ban Quốc gia Israel với UNESCO.
Israel đã tham gia các Chương trình khung của Liên minh châu Âu về nghiên cứu và phát triển công nghệ (FP) năm 1994, và là thành viên của Tổ chức nghiên cứu hạt nhân châu Âu (CERN), Tổ chức sinh học phân tử châu Âu (EMBO) và Phòng thí nghiệm sinh học phân tử châu Âu (EMBL). Nó cũng là thành viên của Ngân hàng Thanh toán Quốc tế (BIS) kể từ năm 2003.
Vào ngày 10 tháng 5 năm 2010, Israel được mời tham gia Tổ chức Hợp tác và Phát triển Kinh tế (OECD). Israel là thành viên của diễn đàn Đối thoại Địa Trung Hải của NATO. Năm 2014, Israel gia nhập Câu lạc bộ Paris. 